# Форма двумерных островков
Форма двумерных островков (англ. 2D island shape) — в зависимости от условий роста островки могут иметь различную форму. В соответствии с особенностями морфологии островки можно разделить на два широких класса: 1) разветвленные (ramified) островки, т. е. островки дендритного фракталоподобного типа, имеющие шероховатые края; 2) компактные островки, т. е. островки, имеющие форму выпуклых многоугольников с относительно прямыми и равноосными краями.

## Описание

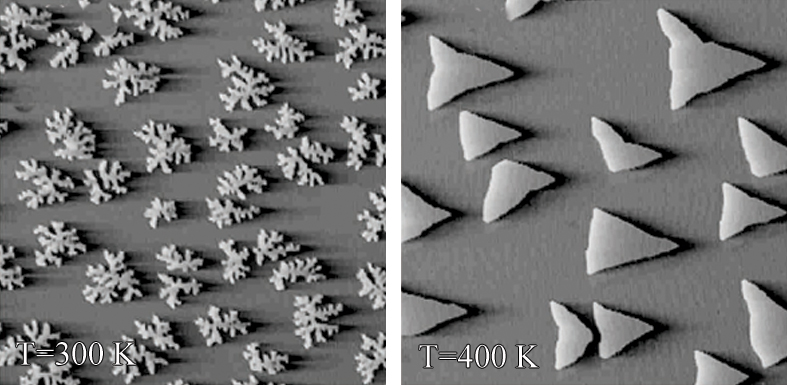
Влияние температуры на форму островков при гомоэпитаксиальном росте Pt на Pt(111): правая микрофотография — при 400 К формируются компактные островки треугольной формы; левая микрофотография — рост при 300 К приводит к формированию разветвленных островков.

Компактность островка во многом определяется способностью захваченного атома мигрировать вдоль края островка и пересекать его углы. Формирование разветвлённых островков имеет место, когда диффузия атомов вдоль их края происходит достаточно медленно. В предельном случае (так называемый режим hit-and-stick, т. е. «прилип там, куда попал») атом присоединяется к островку и остается неподвижным в месте присоединения, в результате чего формируется островок с толщиной ветвей порядка одного атома. Когда атом может двигаться вдоль стороны островка, но не может пересечь угол, то также формируется разветвленный островок, но с более толстыми ветвями. Когда атомы легко пересекают углы, то формируются компактные островки. Смена характера роста островков от фрактального к компактному происходит при увеличении температуры. Например, для островков Pt на поверхности Pt(111) этот переход происходит при температуре между 300 и 400 К (см. рис.).